# Kyffhäuserland
Kyffhäuserland (letteralmente "Regione del Kyffhäuser") è un comune tedesco, situato nel Land della Turingia.

## Storia
Il comune di Kyffhäuserland venne creato il 31 dicembre 2012 dalla fusione dei comuni di Badra, Bendeleben, Göllingen, Günserode, Hachelbich, Rottleben, Seega e Steinthaleben.

## Geografia antropica
Il comune di Kyffhäuserland si divide nelle località (Ortsteil) di Badra, Bendeleben, Göllingen, Günserode, Hachelbich, Rottleben, Seega e Steinthaleben, corrispondenti agli ex comuni.